# Berlin-Baumschulenweg
Baumschulenweg is een stadsdeel in het Berlijnse district Treptow-Köpenick. Het stadsdeel telt een grote 19.000 inwoners en werd in 1920 ingelijfd bij Groot-Berlijn. De wijk dankt haar naam en geschiedenis aan een kwekerij (Baumschule).

## Geografie
Baumschulenweg bevindt zich in het noordwestelijke deel van het district Treptow-Köpenick en ligt aan de districtsgrens met Neukölln. In het district Treptow-Köpenick grenzen in het noorden het stadsdeel Plänterwald en in het oosten van noord naar zuid de stadsdelen Oberschöneweide, Niederschöneweide en Johannisthal aan Baumschulenweg. In Neukölln vormen van noord naar zuid de stadsdelen Neukölln, Britz en Rudow de buren.
Aan de noordoostelijke grens stroomt de Spree en aan de zuidwestelijke grens het Teltowkanaal langs Baumschulenweg. De Spree wordt met het Teltowkanaal verbonden door het Britzer verbindingskanaal, dat voor het grootste deel langs de oostelijke grens en langs het smalste deel van de wijk stroomt.
Het noordoostelijke deel van Baumschulenweg is een dichtbebouwd woongebied. De wijk bestaat uit rijtjeshuizen, huurkazernes en Q3A-woningen, een soort portiekflat uit de DDR-tijd. Het zuidwestelijke deel van Baumschulenweg is met de buurten Daheim en Späthsfelde ruimer bebouwd.

## Geschiedenis
Baumschulenweg is pas sinds 1945 een afzonderlijk stadsdeel, dat opgericht werd uit een deel van het zuidelijke stadsddeel Treptow. Het gebied behoorde vroeger tot het stadsbos Köllnische Heide. De Köllnische Heide was eigendom van Berlijn, maar lag wel in de Landkreis Teltow. De plaats dankte zijn ontwikkeling aan de uitbreiding van de boomkwekerij van Franz Späth in 1863.

## Sport
Voetbalclub FC Treptow speelt op de Willi-Sänger-Sportanlage. Voor de Tweede Wereldoorlog speelde de club onder de namen Bewagen Elektra Berlin in de toenmalige hoogste klasse. De huidige naam werd in 1994 aangenomen. 

## Galerij

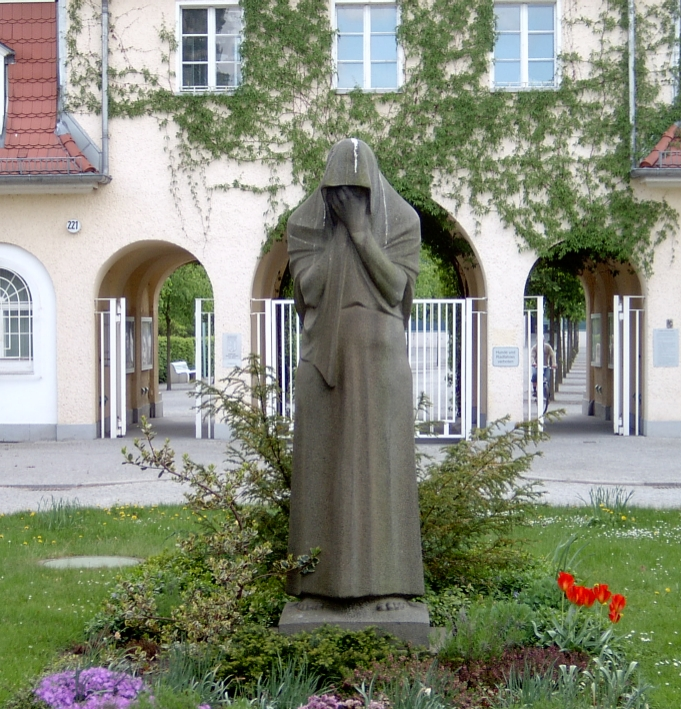
Treurende vrouw door Fritz Cremer, Kerkhof van Baumschulenweg
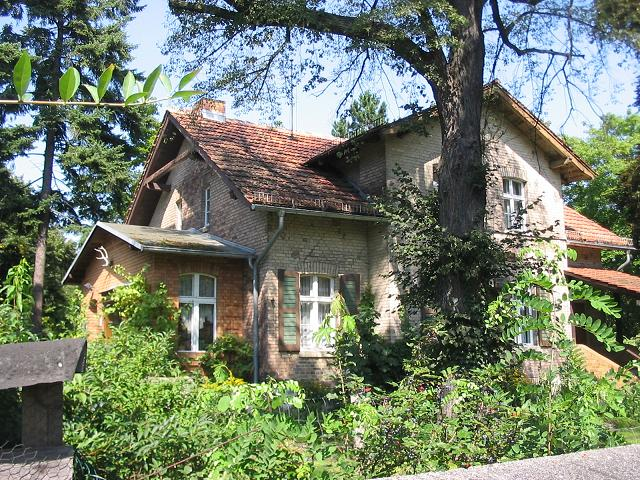
Boswoning "Kanne"
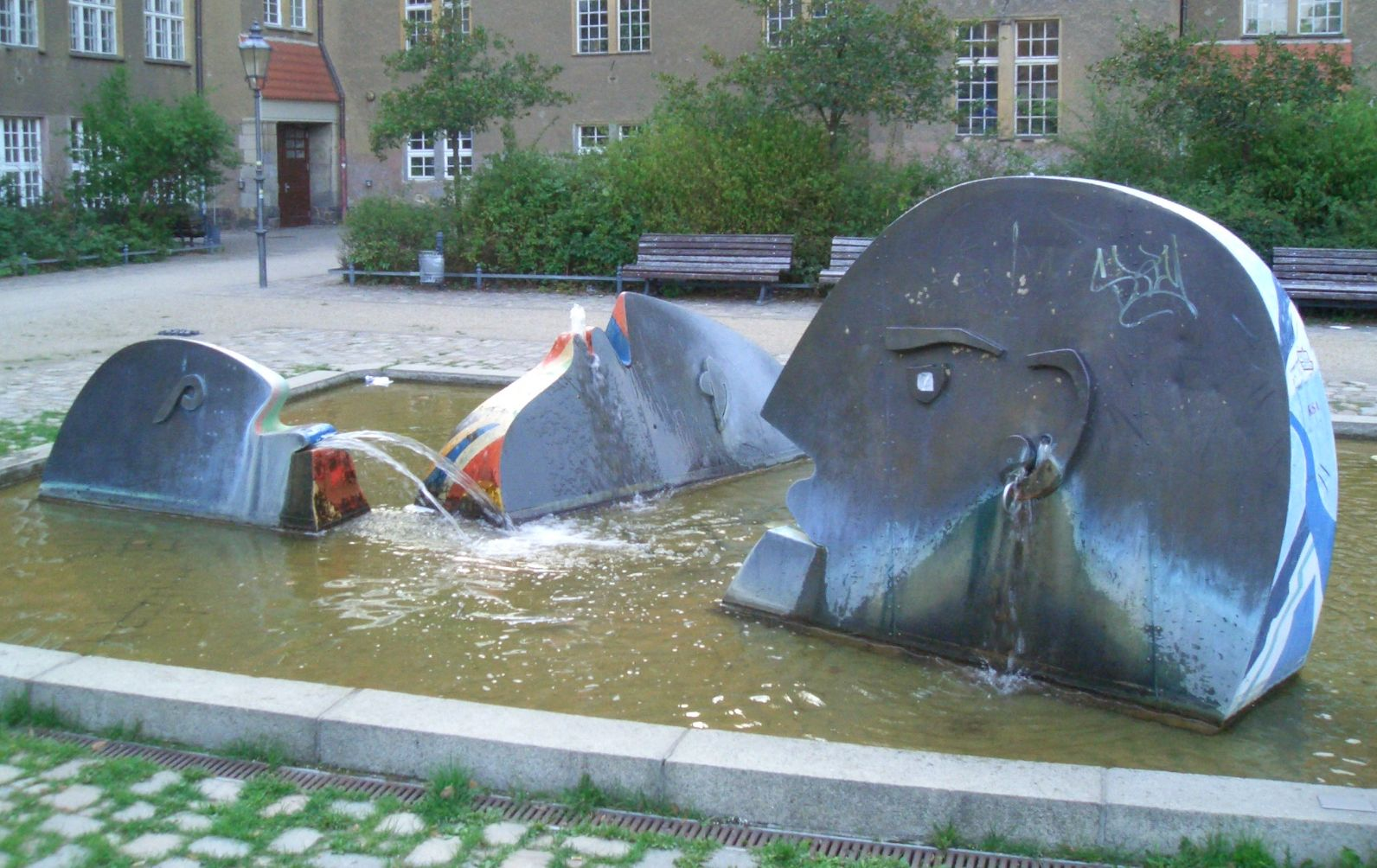
Wasserspeier-Trio 1994

## Bron
- Dit artikel of een eerdere versie ervan is een (gedeeltelijke) vertaling van het artikel Berlin-Baumschulenweg op de Duitstalige Wikipedia, dat onder de licentie Creative Commons Naamsvermelding/Gelijk delen valt. Zie de bewerkingsgeschiedenis aldaar.

Adlershof |
Altglienicke |
Alt-Treptow |
Baumschulenweg |
Bohnsdorf |
Friedrichshagen |
Grünau |
Johannisthal |
Köpenick |
Müggelheim |
Niederschöneweide |
Oberschöneweide |
Plänterwald |
Rahnsdorf |
Schmöckwitz